# Aeropuerto Puerto Deseado
El Aeropuerto Puerto Deseado (IATA: PUD - OACI: SAWD - FAA: ADO) es un aeropuerto argentino fuera de servicio en la ciudad de Puerto Deseado, Santa Cruz. Desde febrero de 2012 no opera vuelos regulares.
Es considerado como un aeropuerto no integrado, dado que detrás tiene una verdadera mezcla de variables que le pesa en una limitada frecuencia de pasajeros y carga, pero que al mismo tiempo les da la posibilidad de crecer en un futuro no muy lejano.  
También se lo considera víctima de la privatización de Aerolíneas Argentinas que relegó y en un punto intermedio son los que no llegaron al podio de los más olvidados. Por esta situación se solicita la rápida decisión política de abastecer con vuelos de menos cantidad de pasajeros, pero de modo constante.

## Estado actual
Hasta la primera mitad del siglo XX recibió vuelos de la Aeroposta Argentina S.A. En el pasado arribaba un avión por semana de la empresa LADE, pero dejó de hacerlo actualmente. Para septiembre de 2009 se informa de falta de medida de seguridad como cerco perimetral, ausencia de reacondicionamiento del circuito, falta de iluminación en la zona, ausencia de asfalto en el acceso y playa de estacionamiento y seguridad para el servicio aéreo.
Para abril de 2020 se realizaron mejoras en la pista del aeropuerto para la atención de vuelos sanitarios.  Las mejoras incluyeron la señalización de la pista, el desmalezado de la periferia de la pista, reparación del cerco perimetral y la puesta en marcha del balizamiento necesario para poder realizar también vuelos nocturnos. Además, se incluyó el objetivo de lograr conectividad para las distintas actividades económicas del lugar la pesca, la minería y otras actividades productivas o comerciales.

## Aerolíneas y destinos anteriores
- Aerolíneas Argentinas
  - Buenos Aires / Aeroparque Jorge Newbery

- Líneas Aéreas del Estado
  - Río Gallegos / Aeropuerto Internacional Piloto Civil Norberto Fernández
  - Comodoro Rivadavia / Aeropuerto Internacional General Enrique Mosconi
  - Puerto San Julián / Aeropuerto Capitán José Daniel Vázquez
  - Puerto Santa Cruz / Aeropuerto de Puerto Santa Cruz
  - Ushuaia / Aeropuerto Internacional de Ushuaia Malvinas Argentinas

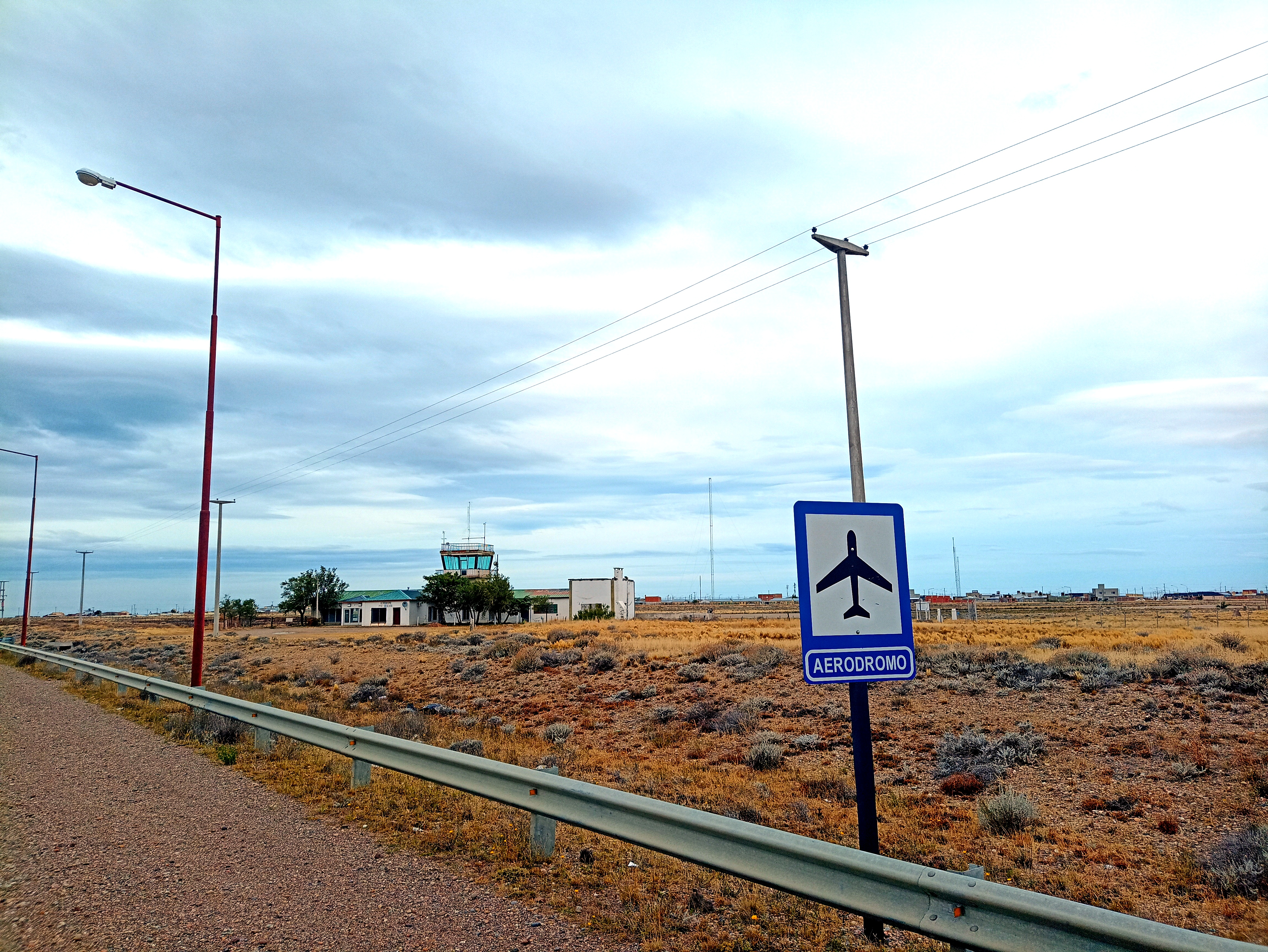
El aeropuerto en el ingreso a Deseado.
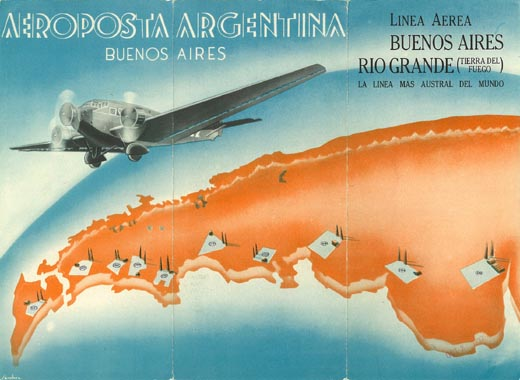
Cartel de la Aeroposta con la línea Buenos Aires - Río Grande con escala en Deseado.
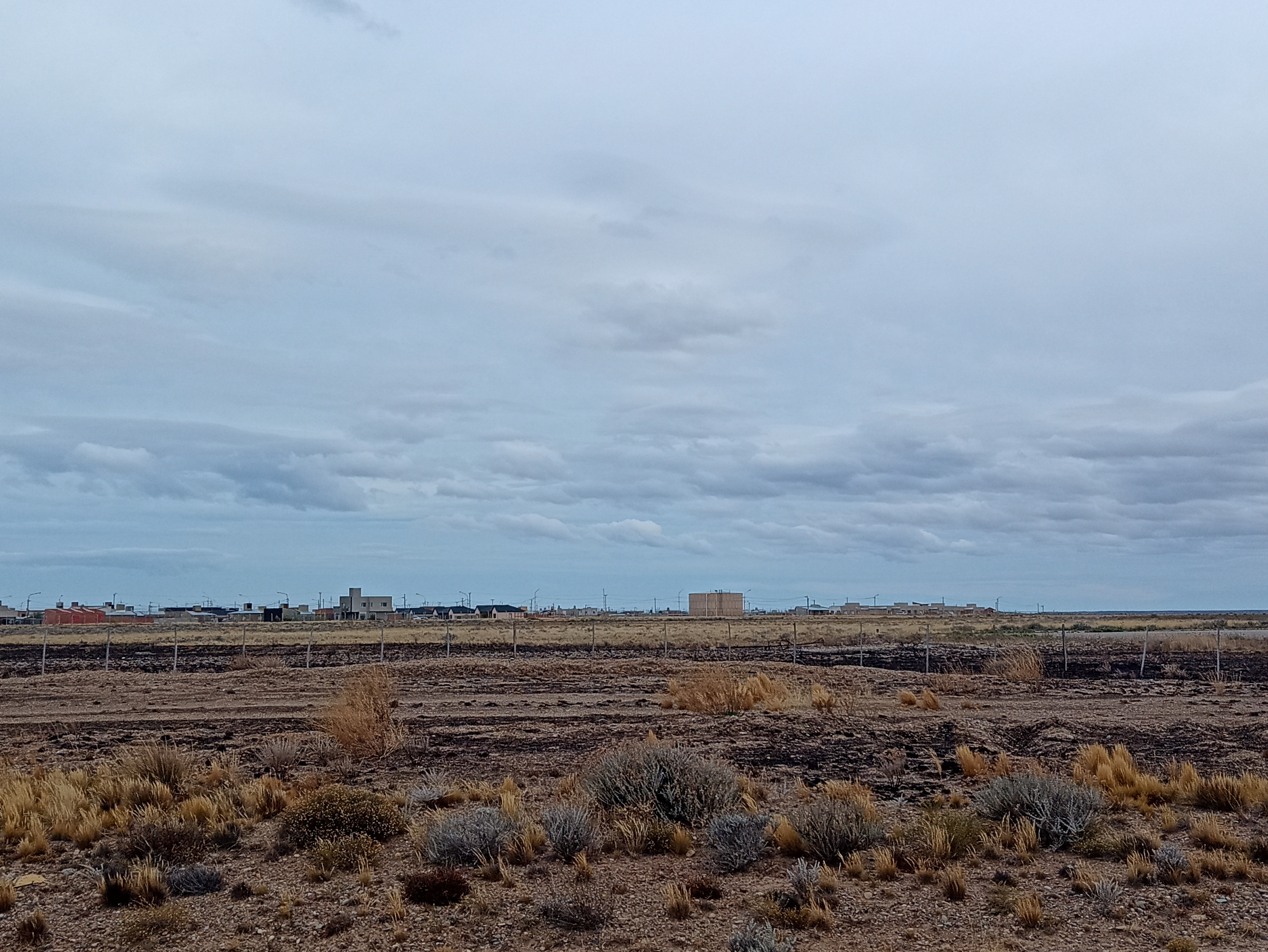
Pista del aeropuerto con el poblado de fondo.
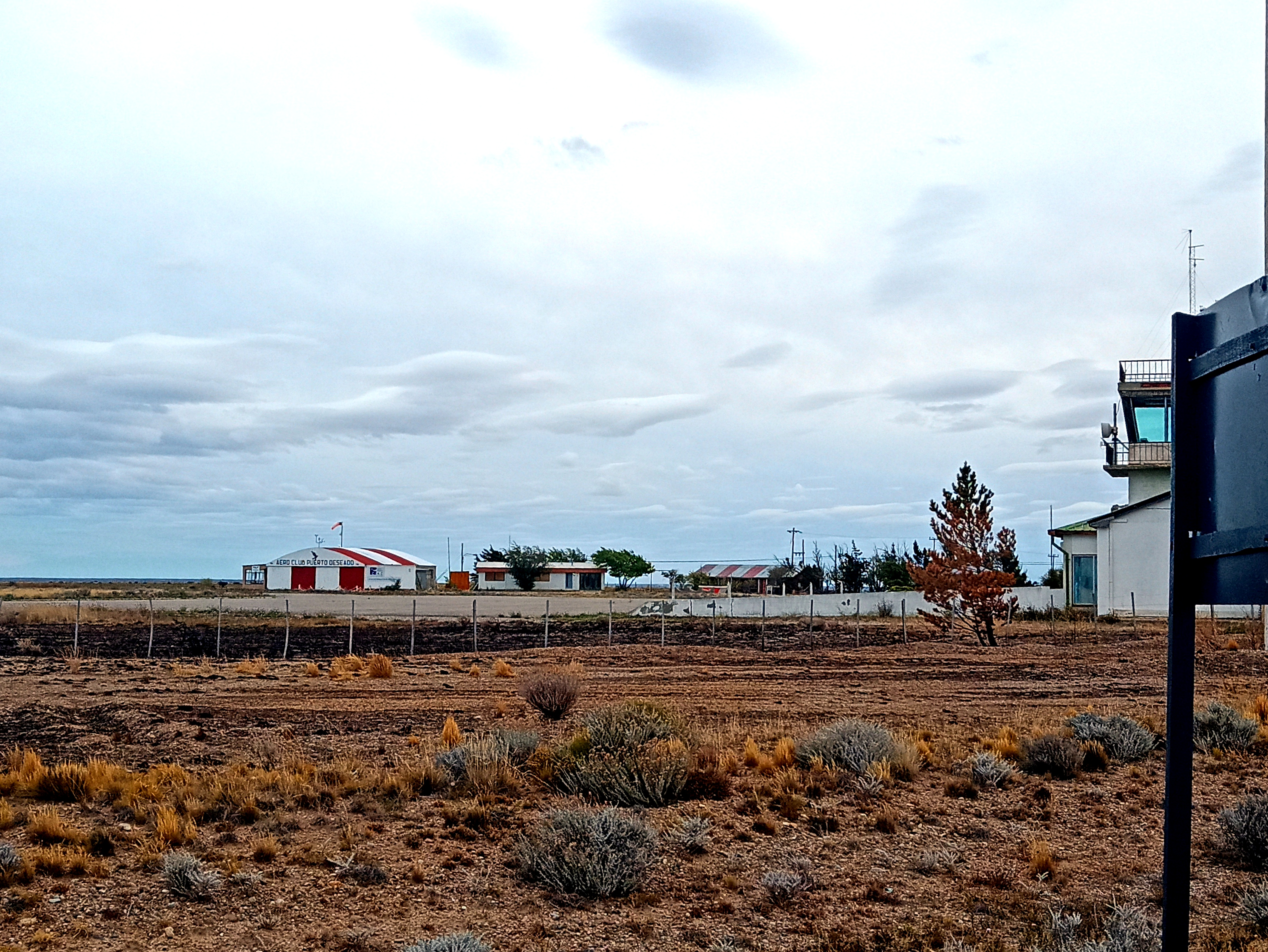
Hangares e instalaciones varias del predio.